# Yvon Madiot
Yvon Madiot, nascido a 21 de junho de 1962 em Renazé, é um ciclista francês já retirado. Foi Campeão de France em Estrada em 1986 e três vezes campeão de França de Cyclo-cross. É o irmão pequeno de Marc Madiot. A partir do 2010 converteu-se em director geral da equipa francesa FDJ-Big Mat cujo gerente é seu irmão Marc.

## Palmarés
- 1983
  - 1 etapa da Corrida da Paz

- 1984
- Grande Prêmio de Cannes
- Campeonato da França de Ciclocross

- 1985
- Châteauroux-Limoges
- Campeonato da França de Ciclocross

- 1986
- Campeonato da França em Estrada

- 1987
- Campeonato da França de Ciclocross

- 1991
- Grande Prêmio de Cannes

## Resultados nas grandes voltas
| Corrida         | 1983 | 1984 | 1985 | 1986 | 1987 | 1988 | 1989 | 1990 | 1991 | 1992 | 1993 | 1994 |
| --------------- | ---- | ---- | ---- | ---- | ---- | ---- | ---- | ---- | ---- | ---- | ---- | ---- |
| Giro d'Italia   | -    | -    | -    | -    | -    | -    | -    | -    | -    | -    | -    | -    |
| Tour de France  | -    | 46.º | 72.º | 10.º | 73.º | Ab.  | 47.º | Ab.  | Ab.  | 67.º | -    | -    |
| Volta a Espanha | -    | -    | -    | 14.º | 8.º  | -    | -    | -    | 43.º | -    | -    | -    |